# Ангст, Генрих
Генрих Ангст (нем. Heinrich Angst, 29 августа 1915 — 9 сентября 1989) — швейцарский бобслеист, разгоняющий, выступавший за сборную Швейцарии в конце 1940-х — середине 1950-х годов. Участник двух зимних Олимпийских игр, чемпион Игр в Кортина-д’Ампеццо, двукратный чемпион мира.

## Биография
Генрих Ангст родился 29 августа 1915 года. С ранних лет увлёкся спортом, позже заинтересовался бобслеем и прошёл отбор в национальную сборную Швейцарии, присоединившись к ней в качестве разгоняющего. Сразу стал показывать впечатляющие результаты, благодаря чему удостоился права защищать честь страны на Олимпийских играх 1948 года в Санкт-Морице. Добраться до призовых позиций не удалось, соревнуясь в программе четвёрок, Ангст занял четвёртое место. На чемпионате мира 1949 года в американском Лейк-Плэсиде взял бронзу в четвёрках и серебро в двойках. В 1950 году на мировом первенстве в Кортина-д’Ампеццо приехал третьим в зачёте четырёхместных экипажей, годом спустя повторил это достижение на французской трассе в Альп-д'Юэз.
Затем в карьере Ангста наступил спад, его не взяли на следующую Олимпиаду, и на мировой арене в течение нескольких лет он не получил ни одной медали. Вновь спортсмен заявил о себе на чемпионате мира 1954 года в Кортина-д’Ампеццо, когда смог опередить всех соперников и выиграл золото. Успех вскоре продолжился, на мировом первенстве в Санкт-Морице был награждён бронзой в двойках и золотом в четвёрках. Эти победы вернули его в число лучших разгоняющих мира. В 1956 году он отправился на Олимпийские игры в Кортина-д’Ампеццо и в составе четырёхместного экипажа, куда также вошли пилот Франц Капус с разгоняющими Готфридом Динером и Робером Алем, завоевал золотую медаль. Кроме того, попробовал выступить здесь в зачёте двоек со второй швейцарской командой, но по итогам всех заездов занял лишь седьмое место.
На тот момент ему было уже 40 лет, поэтому вскоре после этих соревнований Генрих Ангст принял решение завершить карьеру профессионального спортсмена, уступив место молодым швейцарским бобслеистам. Приходится родным братом не менее известному бобслеисту Максу Ангсту.
Умер 9 сентября 1989 года.